# Jack Gohlke
Jack Thomas Gohlke (Pewaukee, 3 dicembre 1999) è un cestista statunitense.

## Carriera collegiale
Gohlke gioca dal 2019 al 2023 con il college di Hillsdale, in Division II, con cui chiude la sua ultima stagione ottenendo una media di 14,2 punti, 4,2 rimbalzi e 2,2 assist.
La stagione successiva, sfruttando il vantaggio dell'anno ulteriore concesso ai collegiali bloccati dalla pandemia di COVID-19, si trasferisce al college di Oakland.
Ottiene popolarità nella stagione 2023-24 con la sua prestazione che aiuta Oakland ad eliminare il prestigioso college di Kentucky, allora testa di serie numero tre nel torneo NCAA, realizzando dieci tiri da tre punti e terminando la partita con 32 punti.

## Carriera professionistica
Rimasto undrafted al draft NBA 2024, Gohlke si unisce agli Oklahoma City Thunder nella Summer League di quell'anno.
Il 12 agosto 2024 firma con il KK Podgorica, squadra montenegrina della Prva A Liga. Gioca 10 partite, mettendo a referto una media di 6,6 punti e 0,8 assist in 10 partite.
Nel dicembre di quell'anno firma per i Wisconsin Herd nella NBA G League. Il 7 marzo 2025 viene scambiato ai Motor City Cruise.